# Mercier (Montréal)
Pour les articles homonymes, voir Mercier.
Mercier est le nom d'un ancien quartier de la ville de Montréal ayant existé de 1910 à 1918, de 1921 à 1988 et finalement 1995 à 2001. Depuis 2002, le territoire est connu sous les noms des quartiers Mercier-Est et Mercier-Ouest dans l'arrondissement Mercier–Hochelaga-Maisonneuve.

## Situation
Le quartier Mercier était délimité par le fleuve Saint-Laurent au sud, la rue Sherbrooke et l'arrondissement Anjou au nord, la rue Viau à l’ouest et le territoire de Montréal-Est à l’est.

## Histoire

### Origines (1663-1754)
En 1663, les sulpiciens sont propriétaires de la Seigneurie de l'Île-de-Montréal. Afin d'éviter les attaques de peuple iroquois, ceux-ci offraient des terres hors de Ville-Marie aussi pour favoriser le peuplement en divisant en une trentaine de côte. Côte St-François est fondé en décembre 1665, le territoire était composé de 25 emplacements. En 1666, on construit le fort de Longue-Pointe, un fort qui n'était pas d'usage militaire mais seigneurial ou une redoute. En cas d'attaque d'iroquois, les forts de Pointe-aux-Trembles, Rivière-des-Prairies et Boucherville protégeaient Longue-Pointe. Les habitants vivaient cependant une vie militarisée, leurs maisons comme celle de l'île de Montréal sont fortifiées avec de la pierre des champs et du mortier ainsi pour se défendre, ils formaient une armée milicienne composé d'hommes et femmes du village. Également, cette armée servait lors de période de paix à la participation aux corvées comme la fixation et l'entretien des chemins, l'entretien du fort et la construction de bâtiments religieux. En 1724, la paroisse St-François-d'Assise de Longue-Pointe est érigée à la demande des habitants et en 1734, le chemin du Roy reliant Montréal à Québec passe par Longue-Pointe.

### Développements (1755-1909)
Dès les années 1760, Montréal se développement à un rythme effréné. Les Anglais, Écossais et Irlandais s’établissent à Longue-Pointe qui devient bourgeois.
En 1765, le curé de la paroisse Jean-Baptiste Curatteau construit une rallonge de deux étages au presbytère qui sera utilisé comme classe de latin en 1767 et plus tard une école pour garçon à partir de 1773.
En 1845, Longue-Pointe devient une municipalité et elle est reconnue pour vocation institutionnelle de 1830 à 1880.
En 1898, Longue-Pointe est amputée une première fois pour l'incorporation du village de Beaurivage et la deuxième fois en 1907 pour celle de Tétreaultville.

#### St-Jean-de-Dieu
En 1875, on inaugure l'asile de St-Jean-de-Dieu dirigé par les sœurs de la Providence et incendié en 1890. Entre 1895 et 1901, quatorze pavillons sont construits afin de loger 1 200 patients.
Son territoire de 350 arpents qui s'étendait de la ville d'Anjou jusqu'au fleuve obtient son autonomie en 1897. À part les pavillons, la municipalité et paroisse se compose de fermes, d'ateliers de tissage, boulangerie, abattoir, pharmacie, auditorium, centre de loisirs et un tramway.
La ville disparaît dans les années 1960.

### Annexion à Montréal

#### Les premières années (1910-1941)
En 1910, les trois villes (Beaurivage, Longue-Pointe et Tétreaultville) fusionnent à Montréal et le quartier baptisé Longue-Pointe. Le quartier est de plus en plus industrialisé et pendant la première guerre mondiale une usine à munitions de l'International Manufacturing était installé sur la rue Notre-Dame.
Le quartier est renommé Mercier en l'honneur de Honoré Mercier (1840-1894) en 1915. À la suite de l'annexion de Maisonneuve en 1918, il est rebaptisé Mercier-Maisonneuve jusqu'en 1921.

#### Urbanisation (1942-1963)
La défense nationale (dépôt  de matériel  militaire  des forces armées  canadiennes)s'installe entre les rues de Notre-Dame et Hochelaga en 1942 et vers les années 1950, la compagnie Canadian Gypsum développe un important projet immobilier dans le quartier. Également, la rue Sherbrooke devient l'importante artère en développement économique.

#### Démolition du patrimoine (1964-1976)
Le village de la Longue-Pointe se voit rasé sa plus vieille partie en 1964 donc les rues St-Malo, Saint-Just, Lepailleur, Quinn, Curatteau, Boucherville, Bellerive, Lecourt et McVey. La même année, on démolit la ferme Ste-Thérèse, l'église St-François-d'Assise et son presbytère situés à St-Jean-de-Dieu pour laisser place à l'autoroute 25 et le pont-tunnel Louis-Hippolyte-La Fontaine ouvert en 1967.
En 1965, on inaugure la Place Versailles situé à quelques kilomètres de l'asile de St-Jean-de-Dieu (rebaptisé Institut Universitaire  en santé mentale  en 2011).
En 1976, le port de Montréal est relocalisé vers l'est entre les rues Caty et Liébert.

## Particularité
Aussi, le quartier de Mercier ne doit pas être confondu avec :
- Mercier (ancienne circonscription fédérale)
- Mercier (circonscription provinciale)